# ماریون کینگ هابرت
ماریون کینگ هابرت (انگلیسی: M. King Hubbert؛ ۵ اکتبر ۱۹۰۳ – ۱۱ اکتبر ۱۹۸۹) زمین‌شناس
و ژئوفیزیک‌دان اهل ایالات متحده آمریکا بود. وی بعلت ارائه نظریه هابرت در صنایع نفت و گاز، مشهور می‌باشد. هوبرت فعالیت شغلی خود را از سال ۱۹۴۳ در شرکت نفت شل آغاز نمود و در سال ۱۹۶۴ از شل جدا شد و به سازمان زمین‌شناسی آمریکا پیوست. وی در سال ۱۹۷۶ بازنشسته شد.